# 李密 (隋朝)
李密（582年—619年1月20日），字玄邃，一字法主，长安人，祖籍辽东襄平（今辽宁辽阳）。隋末起义军领袖。為人好學，曾把書掛在牛角上，騎著牛讀書，人稱「牛角掛書」，早年為杨玄感的幕僚與好友，玄感敗死，加入瓦崗軍繼續起義，一度勢力極大，曾與唐王李淵結義。後因被王世充偷襲，歸降李淵，因懷疑李淵即將加害自己而逃遁，被唐將盛彥師所殺。

## 生平

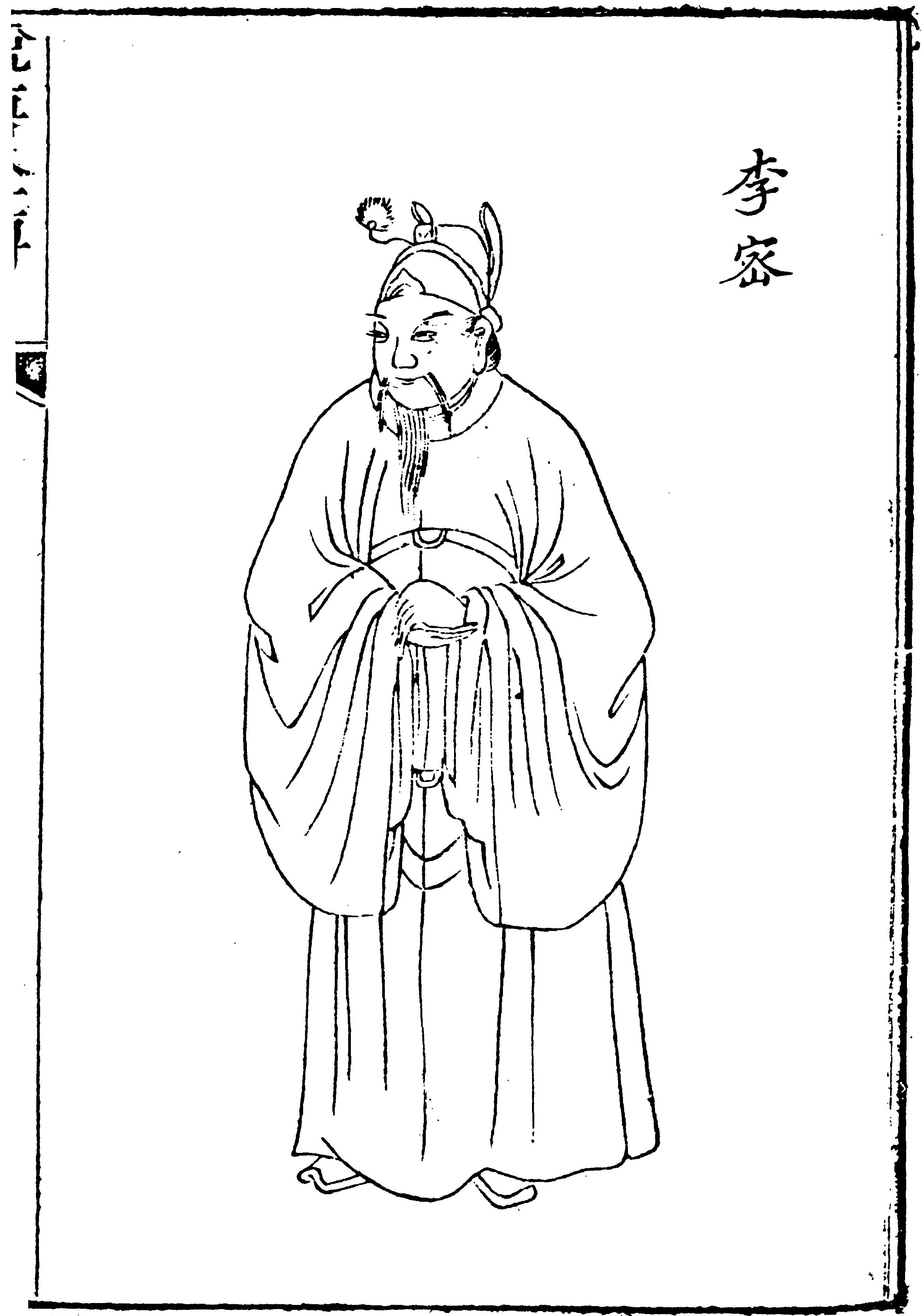
《說唐演義全傳》，李密

李密是西魏八柱國之一、北周太师、柱国大将军、魏武公李弼的曾孙，北周开府、邢国公李曜的孙子，隋朝上柱国、蒲山郡公李宽的儿子。
李密因父亲的關係成为隋炀帝的副官。某天煬帝見他立於帐下，向宇文述詢問其名字，並說「此人相貌不凡，別讓他當侍衛了」。於是宇文述勸李密以才學取官。李密大喜，稱病辭去職務，隱居起來專心讀書。李密騎牛去尋訪名士包愷，將《漢書》掛在牛角上邊走邊讀。越国公杨素路過，見其勤奮，與之交談，大為欣賞。回府后杨素对儿子杨玄感提及此事，杨玄感遂与李密倾心相交。
大業九年（613年），楊玄感趁煬帝東征高句麗起兵叛變，李密前往投奔，成为杨玄感的心腹谋士，颇受器重。李密向杨玄感提议攻取辽东，这样可以使隋炀帝腹背受敌，但杨玄感没有采纳。李密又提议攻取长安和关中一带，又不被杨玄感接受。最终杨玄感决定攻打较近的东都洛阳。但洛陽久攻不下，楊玄感被迫撤围，最后在逃窜的途中兵敗被殺。李密在逃亡的途中被隋军逮捕，但在押送的途中通过贿赂监军的方式成功逃脱，在乡间隐姓埋名。
大业十二年（616年）李密通过王伯当的介绍投奔瓦岗军，并设计袭破了兴洛仓，开仓放粮，他以“就倉吃米”號召群眾，得到了广大百姓的支持。随后又在荥阳大海寺击杀隋朝名将张须陀。这使得瓦岗军首领翟让非常器重李密，凡事皆言听计从。
大业十三年初（617年），李密获准建立「蒲山公营」，逐漸掌握兵權。瓦岗军的势力越来越壮大，隋朝的越王杨侗派遣刘长恭、房崱、裴仁基等前往讨伐。李密率单雄信、徐世勣、王伯当等人大败隋军，东都震恐。
随着瓦岗军的壮大，李密的威信越来越高。翟讓自觉才能不若李密，乃于二月推举李密为魏公，置魏公府和行军元帅府，改元永平。李密則任命翟讓為司徒，邴元真为左长史，房彦藻为右长史，杨德方为左司马，郑德韬为右司马，单雄信为左武候大将军，徐世績为右武候大将军。
四月，李密率三万瓦崗軍圍攻東都洛陽，大批隋軍投降，其中包括隋朝虎牢关将领裴仁基、黎阳李文相、洹水张升、清河赵君德、平原郝孝德等河南地區起义军首领纷纷前来归附，瓦岗军趁势攻破了黎阳仓并开仓放粮。李密又与隋将王世充在洛阳附近激战，互有胜负。瓦岗军的祖君彦起草《为李密檄洛州文》，历数隋炀帝十大罪状，天下震动。孟让、窦建德、朱粲、杨士林、孟海公、徐圆朗、卢祖尚、周法明等各地豪杰，纷纷建议李密登基称帝，但被李密以“东都未定”为由拒绝了。据守太原的李渊（即后来的唐高祖）知瓦岗军壮大，遣使前来通好，称李密为兄长，事實上李淵比李密大上十幾歲，足夠當李密的父親了。
随着李密的军功越来越大，其在瓦崗軍中的地位更是如日中天，李密與瓦崗軍部分早期將領之間的矛盾越來越尖銳。司馬王儒信勸翟讓自為大冢宰，翟讓不從，但这却引起了李密的猜忌。有一次翟让向长史房彦藻发牢骚，說他不把自己放在眼裡，房彦藻深感恐惧，告知李密：“翟让刚愎贪婪，有无君之心，应早图之。”十一月，李密藉口置酒招待翟让等，卻命蔡建德刺殺了翟让兄弟及其亲信。徐世績與單雄信也遭到伏兵殺傷，最後李密把他們都赦免。
大业十四年（618年，唐武德元年），宇文化及在江都杀死隋炀帝，另立秦王杨浩，自封为大丞相。消息传到东都洛阳，被称为“七贵”的大臣们（段达、王世充、元文都、皇甫无逸、卢楚、郭文懿和赵长文）拥立留守洛阳的越王杨侗即位，改元皇泰。宇文化及拥兵十余万至黎阳（今河南浚县北）。王世充當時专横跋扈，杨侗欲借李密之手除之，元文都、卢楚则建议利用李密对抗宇文化及，等击败宇文化及，李密的力量也会被削弱。于是杨侗派人册封李密为太尉、尚书令、东南道大行台行军元帅、魏国公，声称平定宇文化及之后便让李密前来东都辅政。李密接受了册封，率军大破宇文化及于黎阳。
与此同时，王世充在洛阳发动兵变，杀死元文都等人独揽了朝政。李密得知王世充专权，拒绝入朝朝见，回到了瓦岗军的根据地金墉城。

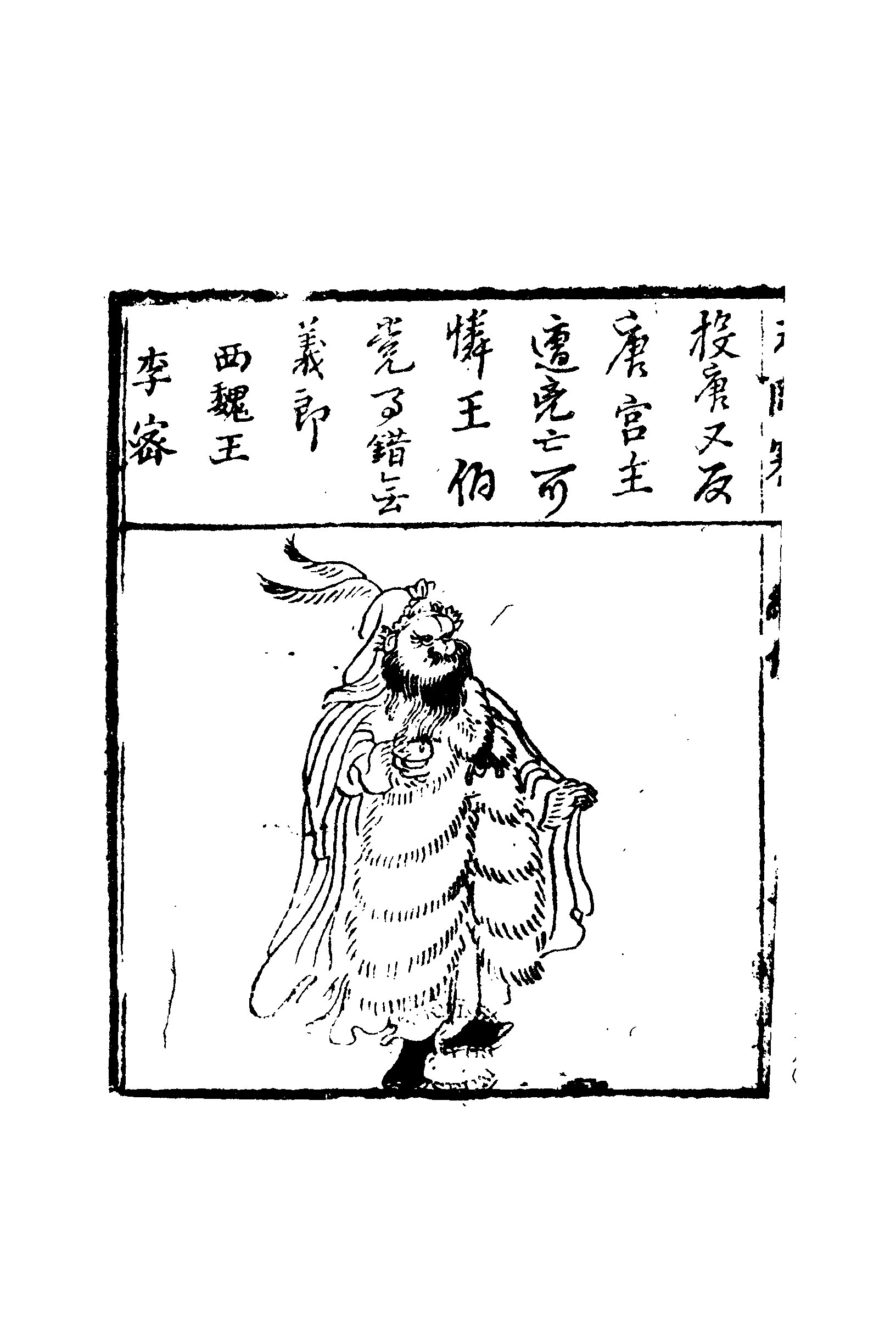
《繡像瓦崗寨演義傳》，李密

此时的李密骄傲自满，不再体恤将士，府库中没有甚麼积蓄，甚至打了胜仗都不把战利品分给将士们，使得瓦岗军将领离心离德。贾闰甫、徐世勣等人数度相劝，遭到李密的疏远；李密反而对贪财的邴元真言听计从，王世充乘势袭击瓦岗军，败瓦岗军数员骁将。李密得知后留王伯当守金墉城，亲自率军出征，屯兵于偃师。裴仁基建议李密偷袭东都，但李密不听。
王世充与李密之军战于偃师，王世充大破李密，瓦岗军的裴仁基、祖君彦、程知节等被王世充所擒，邴元真、單雄信等人久不满李密，相继投降王世充。瓦岗军遭到重创，李密与王伯当等将领率餘眾二万西走长安，投降唐主李淵。李渊大喜，拜李密为光禄卿，封邢国公，还将表妹独孤氏嫁给了李密，称呼李密为弟。但李密不甘居于人下，对自己的处境非常不满。
同年年底，李渊派李密去黎阳安抚昔日的部众，左武卫将军王伯当随同前往。李密率部东行至稠桑驿的时候，李渊突然反悔将其召回，李密大为恐惧，决定叛乱。王伯当试图劝阻，但李密不听。李密率部袭破邻近的桃林县（今河南三门峡市西南），掠夺畜产向南进入熊耳山，前往襄城郡（今河南省汝州市）投奔旧将张善相。
李密的所作所为被熊州副将盛彦师得知，盛彦师率兵埋伏於陆浑（今河南省嵩县）南邢公岘，腊月三十（即公历619年1月20日），李密率部经过，被盛彦师全部杀死，传首长安。李渊派人将李密首级送往黎阳（今河南浚县）招抚其余部。徐世績献黎阳投降，请求收葬李密的尸首，得到李渊的允许，以公爵之禮葬之。随后徐世績将李密葬于黎阳山西南五里处，坟高七仞，並讓魏徵捉刀寫墓誌銘。宋徽宗政和年间疏导河道，李密之坟被盗掘，墓葬金玉器物被盗，只剩头骨，後被改葬。

## 存诗
留存诗一首：
淮阳感怀：
金风荡初节，玉露凋晚林。
此夕穷涂士，郁陶伤寸心。
野平葭苇合，村荒藜藿深。
眺听良多感，徙倚独沾襟。
沾襟何所为，怅然怀古意。
秦俗犹未平，汉道将何冀。
樊哙市井徒，萧何刀笔吏。
一朝时运会，千古传名谥。
寄言世上雄，虚生真可愧。

## 墓志铭
1974年河南省浚县出土，当时卫河清淤，在浚县城关乡罗庄附近卫河河床内被挖出。墓志铭长80厘米，宽60厘米，墓盖书《唐上柱国邢国公李君之墓志铭》，字体结构疏朗，朴实道健。行文39行，满38行，行31字，共1202字。字为正书，书写秀健端雅，字距排列适宜，文体为四六骈文。与《全唐文》魏征所撰的《李密墓志铭》，相差不大。

观乎天造草昧之初，有圣经纶之始，原鹿逐而犹走，瞻乌飞而未定，必有异人间出，命世挺生，负问鼎之雄图，郁拔山之壮气。控御英杰，鞭挞区宇，志逸风飚，势倾海岳。或一丸请封函谷，或八千而割鸿沟，或夏殷资而兴亡，或楚汉由其轻重。懋功隳乎既立，奇策败於垂成，仰龙门而摧鳞，望天池而坠翼者，求之前载，亦何世无其人！
公讳密，陇西成纪人也。长源远逝，崇基峻极，九功谐於虞夏，七德播於嬴州。曾祖父李弼，北魏太保、柱国大将军、魏国公。 祖曜，周太保、魏国公；父宽，隋柱国、蒲山公。匡周之美，姬旦愧其谋仁；平吴之功，杜预惭其远略。公渥洼龙种，丹穴凤雏，生而五色，一日千里。起家左亲，侍府東宫。趋驰階阀，暉映廊庑；出入禁门，光生道路。绮襦纨幛，非其好也。屏居一室，势不营利，交必一时之俊，或谈必霸王之略。有隋二世，毒被八荒，杼柚空於税敛，老弱尽於傜戍，怨言发於山石，穷魂哭於野嶺。群盗并起，民不聊生，万里萧条，人烟断绝。公仗剑雷息，意在亡秦。发迹谯梁，奋飞巩洛，据敖庾而塞轘轅，杜飞狐而临白马。绿林青犊之豪，蒙轮扛鼎之客，四面雲合，万里风驰。隋将王世充率江淮之劲勇，驱幽并之骑射，鼓之洛汭，隻轮无返。宇文化及尽百越之敢死，穷三秦之骁锐，翦之河朔，疋马不归。於是胡骑千群，长戟百万，饮马则河洛可竭，作气则嵩华可飞。故得威震华夏，声慑宇宙，徒人事之有会，信天道之深远，俄而虑出图表，衅起疑心，无平阴之先鸣，有逖溪之垂翅。載驅周道，來謁承明，帝曰念功，降茲休命，授上柱国，封邢国公，拜光禄卿。礼埒维城，荣加恒典，忝二王之後，厕周公之胤，入居九列，出总六戎，与元帅秦王，东讨洛邑，出鸡鸣之关，次休牛之塞，诏公旄旆，更尽嘉谋。公想淮阴之伪游，惧彭王之诈返，内怀震恐，弃军宵遁，熊耳峰危，羊肠路险，降吴不可，归蜀无路，顾骏马以徘徊，哥零丁而流涕。同阴陵之失道，类尸乡之丧元，春秋卅七。诏以公礼葬焉。公体质贞明，机神警悟，五行一览，半面十年，雅善书剑，尤精文史。至於出天入地之奇，拔帜拥沙之妙，莫不动如神化，应变无穷。负纵横之才，遇风云之会，望紫氛以骧首，陵扶摇而振翮。总不召之众，问独夫之罪，从我如流。三分将二，七國有四，遂有囊括四海之志，并吞六合之心。既而神器有归，天阙策名，委质北面，受命东征，更以名重自疑，功多是惧，将远游以逃难，翻涂穷而及祸。惜乎！高鸟未尽，良弓遽折；敌国犹梗，谋臣已亡。天子过细柳以兴嗟，闻鼓鼙而动思，曲展事人之节，是宁旧君之礼，粤以武德二年岁次己卯二月庚子朔十六日乙卯，葬於黎阳县之西南五里之平原。故吏上柱国使持节黎州总管殷卫澶四州诸军事黎州刺史曹国公徐世勣、上柱国临河县开国公柳德义、上柱国阳武县开国公韋寶、上柱国闻喜县开国公杜才幹等，或同攖世网，或共涉艰辛，或感意气於一言，或託風雲於千载。并登尧世，不列元恺之功；俱为汉臣，独漏山河之誓。所以恸深栾布，悲甚向雄。虑陵谷之推移，勒斯铭於泉户。庶神游楚国，无慙项羽之臣；魂往齐都，不愧田横之客。
     其辭曰：如马唐臣，犹龙周史，弘道百世，迈德千祀。奇伟辈出，才雄代起，王种仍传，兰芳不已。世济不陨，推公挺生，光流玉润，响振金声。英姿凛荦，雄略纵横，蹑雲高列，搏风共征。运属道消，时逢改卜，朱旗爰举，素灵已哭。野战群龙，原驰走鹿，竞窥周鼎，争亡秦族。遭时蠖屈，乘运凤翔，劬劳百战，经营四方。振荡六合，牢笼八荒，始开楚鼎，终基汉皇。爵穷五等，位登九棘，帷幄参谋，高衢骋力。逸足方远，修塗未极，纵壑摧鳞，摩霄坠冀。阴陵失路，新安陨身，长男丧楚，少女留秦。惊魂靡託，返葬何因？列树松槚，唯餘故人。

## 家庭
- 子李知古，右台监察里行。

## 轶事

### 负薪挂角
負薪掛角：
負薪：背着柴草，漢代朱買臣背着柴草讀書；掛角：把備讀的書掛在牛角上，隋代李密騎在牛背上讀書。指邊勞動邊讀書，不畏辛苦。

## 影視形象
- 1987年电视剧《大运河》：黄日华饰李密
- 1996年电视剧《隋唐演义》：程东海饰李密
- 2000年电视剧《乱世桃花》：栾汝新饰李密
- 2001年电视剧《程咬金》：焦体怡饰李密
- 2003年电视剧《隋唐英雄传》：冯进高饰李密
- 2004年电视剧《大唐双龙传》：艾威饰李密
- 2005年电视剧《开创盛世》：李振起饰李密
- 2008年电视剧《隋炀帝》：徐敏饰李密
- 2009年电视剧《少林寺传奇2》：侯杰饰李密
- 2012年电视剧《隋唐英雄》：杨洪武饰李密
- 2013年电视剧《隋唐演义》：吴卓翰饰李密